# Friedrich von Restorff
Friedrich Julius Ludwig von Restorff (* 1783 in Billerbeck; † 1848 in Oels in Niederschlesien) war ein preußischer Offizier und Autor eines oft zitierten Buches über die Preußische Rheinprovinz.

## Leben
Friedrich von Restorff entstammte dem alten mecklenburgischen Adelsgeschlecht von Restorff. In seiner Offizierslaufbahn wurde er bis zum Oberst befördert, er war zweiter Kommandant der Stadt Neisse in Oberschlesien.
Im Jahr 1830 erschien seine Beschreibung der Rheinprovinz beim Nicolai Verlag.

## Werke
- Topographische Beschreibung der Provinz Pommern mit einer statistischen Uebersicht. Berlin und  Stettin 1827 (Digitalisat).
- Topographisch-Statistische Beschreibung der Königlich Preußischen Rheinprovinzen. Nicolaische Buchhandlung, Berlin/Stettin 1830 (Digitalisat).